# Qesarat
Qesarat è una frazione del comune di Memaliaj in Albania (prefettura di Argirocastro).
Fino alla riforma amministrativa del 2015 era comune autonomo, dopo la riforma è stato accorpato, insieme agli ex-comuni di Buz, Fshat Memaliaj, Krahës, Luftinjë e Memaliaj a costituire la municipalità di Memaliaj.

## Località
Il comune era formato dall'insieme delle seguenti località:
- Qesarat
- Iliras
- Amanikaj
- Toc
- Anevjose
- Koshtan
- Kamcsh